# Xizicus fascipes
Xizicus fascipes är en insektsart som först beskrevs av Bei-bienko 1955.  Xizicus fascipes ingår i släktet Xizicus och familjen vårtbitare. Inga underarter finns listade i Catalogue of Life.